# El mártir del calvario
El mártir del calvario ist ein mexikanischer Spielfilm aus dem Jahr 1952 und hat Jesus Christus zum Thema.

## Handlung
Zur Zeit der römischen Besatzung, als die Menschen auf einen Erlöser warten, will Jesus von Nazaret den Menschen das Wort Gottes verkünden und schart die ersten Jünger um sich. Er vergibt den Sündern und predigt den Menschen unter anderem mit Hilfe des Gleichnisses vom Nadelöhr, wie sie in das Reich Gottes gelangen. Er heilt Kranke wie zum Beispiel einen Gelähmten, die Schwiegermutter des Simon Petrus sowie den Diener des Hauptmanns von Kafarnaum und sättigt mit dem Wunder der Brotvermehrung eine Menschenmenge, die ihn predigen hört.
Während eines Besuches bei seiner Mutter Maria diskutiert Jesus mit Menschen, die ihn für gefährlich halten; letztere reagieren schließlich erstaunt, als sie von der Heilung des Dieners des Hauptmanns erfahren und Jesus einen blinden Jungen heilt. Der Kurtisane Maria Magdalena verzeiht ihr ihre Sünden; sie lässt sich von Jesus bekehren. Wenig später erweckt er ihren soeben verstorbenen Bruder Lazarus von den Toten; auch hier reagieren Jesu Kritiker zunächst skeptisch und dann erstaunt. Während die Hohepriester Jesus als Unruhestifter sehen und nach einer Möglichkeit suchen, ihn zu stoppen, würde Jesu Jünger Judas Iskariot ihn am liebsten als Vorkämpfer gegen die römische Besatzung sehen.
Bei seinem Einzug in Jerusalem vertreibt Jesus, der seinen baldigen Tod am Kreuz ankündigt, die Geldwechsler aus dem Tempel und bewahrt eine Ehebrecherin vor der Steinigung. Während Jesus seinen Jüngern aufträgt, das Letzte Abendmahl vorzubereiten, nutzen die Hohepriester den Verrat durch Judas, um Jesus zu töten. Nach dem Letzten Abendmahl wird Jesus im Garten Gethsemane verhaftet; ihm wird unter Statthalter Pontius Pilatus der Prozess gemacht. Jesus wird zum Tod verurteilt und nach langem Kreuzweg auf Golgatha gekreuzigt. Drei Tage nach Jesu Tod und Begräbnis folgt seine Wiederauferstehung.

## Auszeichnungen
Bei den Internationalen Filmfestspielen von Cannes 1954 konkurrierte der Film im Wettbewerb um die Goldene Palme.